# Ruffigné
Ruffigné település Franciaországban, Loire-Atlantique megyében. Lakosainak száma 705 fő (2022. január 1.). Ruffigné Teillay, Ercé-en-Lamée, Saint-Sulpice-des-Landes, Rougé, Saint-Aubin-des-Châteaux és Sion-les-Mines községekkel határos.

## Népesség
A település népessége az elmúlt években az alábbi módon változott:
| Lakosok száma | 723  | 671  | 624  | 681  | 711  | 714  | 703  | 701  | 705  | 705  |
|               | 1968 | 1982 | 1990 | 2006 | 2013 | 2015 | 2017 | 2019 | 2020 | 2022 |